# Marg von Schwerin
Anna Margareta (Marg) Suno von Schwerin, född Engström 19 juli 1899 i Visby, död 8 januari 1992 i Nyköping, var en svensk grevinna och skolledare. Hon är en av grundarna bakom modeskolan och franska beställningsskrädderiet Märthaskolan.

## Biografi
Marg von Schwerin var dotter till kapten Carl Engström och Anna, född Bernhardt. Fadern, som var son till Suno Engström, dog när hon var 10 år gammal. Under uppväxten besökte hon Frankrike och främst Paris flera gånger. Hon gick en sömnadskurs i Visby, en vidareutbildning på Femina sömnadsskola och en tillskärarkurs i Paris. Utbildningarna ledde till att hon fick anställning som lärarinna på Femina sömnadsskola. Hon var också mode- och mönsterexpert i veckotidningen Idun. År 1925 reste Marg von Schwerin till Paris för Iduns räkning för att rapportera från modevisningar.
Marg von Schwerin var en av de drivande bakom Märthaskolan, uppkallad efter prinsessan Märtha som var dess beskyddare. von Schwerin öppnade skolan i september 1927 tillsammans med sin vän Margareta Lindström och några tidigare elever på Femina sömnadsskola, nämligen prinsessan Märtha, Greta Hamilton och Nick Hamilton. Marg von Schwerin innehade aktiemajoriteten i företaget.
Märthaskolan bildades bland annat i syfte att motverka den tilltagande amerikaniseringen i klädbranschen, vilken upplevdes som en urholkning av den svenska klädstandarden. Tanken var att kvinnor skulle utbildas i sömnad för att själva kunna sy billiga kläder av god kvalitet. Det fanns också längre kurser där eleverna lärde sig allt från modellteckning och mönsterkonstruktion till tygberäkning, sömnad och provning. Dessa elever sydde inte för eget bruk utan för kunder. Den andra delen av Märthaskolan bestod av en fransk avdelning med beställningssydda kläder, ofta efter mönster från modehusen i Paris. Skolan sålde också fransk haute couture. Märthaskolan var hovleverantör och sydde bland annat upp en hel garderob inför prinsessan Märthas giftermål med den norske kronprinsen.
Marg von Schwerin skrev en handbok för Märthaskolan 1941 liksom rådgivningsboken Alla kvinnors bok, i vilken hon redogör för vilka plagg som hon ansåg passade vid olika tillfällen. Hon frilansade också för olika typer av konfektionsbolag som till exempel Uppsala Kappfabrik.
Efter kriget reste Marg von Schwerin till Paris för att återuppta gamla och etablera nya kontakter. Bland modehusen som Märthaskolan samarbetade med fanns stora namn som Chanel och Balenciaga. År 1947 inledde Marg von Schwerin ett samarbete med modehuset Dior, som kom att vara tills Märthaskolan stängdes 1975. På 1950-talet hade Märthaskolan en stark ställning eftersom franskt mode och haute couture var mycket populärt.
Marg von Schwerin var gift med byrådirektören greve Fritz von Schwerin. Hon hade tre döttrar som alla vid olika tidpunkter var mer eller mindre engagerade i Märthaskolan. Dottern Ebba gick i sin mors fotspår och drev det framgångsrika företaget Ebba von Eckermann Textilier. Dottern Elisabeth utbildade sig i England och USA och kom att bli Märthaskolans VD under de sista åren på marknaden 1972–1975. De sista åren präglades av förändrade omständigheter som hyreshöjningar, höjd moms på kläder samt en slit- och slängmentalitet som minskade efterfrågan på exklusiva kläder. Märthaskolan upphörde 1975. 
Marg von Schwerin avled 1992 och är begravd på Gamla Kyrkogården i Vetlanda.